# باباتوانوكو
باباتوانوكو (بالإنجليزية: Papatwanoko)‏ الإلهة الأم في أساطير بولينيزيا. وتقول الأسطورة إنها في البداية كانت تدور في الليل الكوني متخذة شخصية «تي- بو» ثم أصبحت إلهة الأرض. وتقول أسطورة أخرى إنها أنسلت مع إله السماء مولودا هو آتيا Atea.

### أساطير ميلانيزية
- ندوثينا (ميثولوجيا)
- ندينجاي (ميثولوجيا)
- نوجا (ميثولوجيا)
- راتو ماي (ميثولوجيا)
- روكولا
- سيدو (ميثولوجيا)
- تاجارو (ميثولوجيا)
- تنيراو (ميثولوجيا)
- توكابينانا وتوكروفو
- تومودورير

### أساطير ميكرونيزية
- ألولوي (ميثولوجيا)
- كيراتا (ميثولوجيا)
- لؤا (ميثولوجيا)
- لاتيميكيك